# أبو المفهومية (مسلسل)
أبو المفهومية مسلسل كوميدي اجتماعي سوري من بطولة حسام تحسين بك وناجي جبر، يناقش حالة عدم قناعة المرء برزقه وتدخله بما لا يعانيه وما يقوده ذلك إلى متاعب، من إنتاج التلفزيون السوري 2003.

## قصة العمل
أبو فهمي (حسام تحسين بيك) يعمل حاجبا (فرّاشا) في دائرة حكومية، لكنه لا يقنع بما قسم الله له من رزق وإمكانات، فيتصرف على أنه، لولا الحظ العاثر، لكان مخترعا، أو عالما، أو طبيبا، أو مصلحا اجتماعيا، وهكذا تقع له  المشاكل التي لا تنعكس عليه فحسب، بل على افراد أسرته واقاربه، حتى يصل الأمر به إلى السجن، وهناك لا يرتدع، بل يمعن في إثارة المشاكل، مما يجعله يقع فريسة لـ «أبي عنتر» (ناجي جبر) المجرم الذي لا يرحمه، وتبدأ رحلة الابتزاز حيث يستغله «أبو عنتر» الذي يمعن في اذلاله والسيطرة عليه، إلى أن ينعم الله على أبي فهمي بارث من أبيه، وعوضا عن أن يبدل حياته إلى الاحسن، نراه يزيد في غيه وتماديه حتى يصل به الأمر إلى أن يقود حملة انتخابية فاشلة، تجعله يعتقد بأنه زوّر أوراقا رسمية وأن الشرطة تطارده، فيهرب من بلده متوهما أن الشرطة تلاحقه، ويوقع أخاه في مشاكل لا حصر لها.